# Danilo Belić
Danilo Belić (serbisch-kyrillisch Данило Белић, * 10. November 1980 in Vršac) ist ein serbischer Fußballspieler.

## Karriere
Danilo Belić begann seine Karriere beim serbischen Verein FK Hajduk Kula, von wo er 2005 zum FK Banat Zrenjanin wechselte. Nach einem Jahre wechselte er zum ungarischen Klub FC Sopron. Nach einer Saison ging er nach Rumänien zum CS Otopeni. 2009 wurde er vom kasachischen Erstligisten Schetissu Taldyqorghan verpflichtet.